# Berta philippina
Berta philippina är en fjärilsart som beskrevs av Louis Beethoven Prout 1917. Berta philippina ingår i släktet Berta och familjen mätare. Inga underarter finns listade i Catalogue of Life.